# Saint Nonna
Saint Nonna ou saint Onna ou saint Vougay ou saint Monna ou saint Vio fait partie des saints bretons plus ou moins mythiques non reconnus officiellement par l'église catholique.

## Hagiographie
Saint Nonna est souvent confondu avec sainte Nonne, d'origine galloise.
Disciple de saint Dewi, saint patron du Pays de Galles, Nonna aurait été au VIe siècle évêque d'Armagh en Hibernie (nom de l'Irlande à l'époque) avant de traverser la Manche sur un vaisseau de pierre (récit fréquent de ce type de traversée à l'époque) pour mener une vie de méditations en Armorique, l'actuelle Bretagne. Ce vaisseau de pierre, la pierre de saint Vio (une stèle hémisphérique à cupules de l’âge du fer), se trouverait actuellement à une cinquantaine de mètres de la chapelle Saint-Vio à Tréguennec dans le Pays Bigouden.
Selon la tradition, il se serait installé d'abord dans l'île Saint-Nonna (Enez Nonn) près de Saint-Pierre, puis à Tréoultré en Penmarc'h, roulant une grosse pierre (l'énorme galet est toujours exposé près de l'église) et ne se reposant que deux fois, à la fontaine Saint-Nonna et à la Croix du sacre (disparue), située près de Kérellec où se trouve un rocher Saint-Nonna où il aurait laissé l'empreinte de son coude.
Saint Nonna installa son ermitage à Penmarc'h, soit à l'emplacement de l'église paroissiale actuelle Saint-Nonna, soit à l'emplacement de la chapelle du Pénity (pénity en langue bretonne signifie ermitage), à l'ouest du bourg de Penmarc'h.
Saint Nonna aurait terminé sa vie dans le Léon, décédant à Saint-Vougay vers 585.

## Son culte dans la Bretagne actuelle

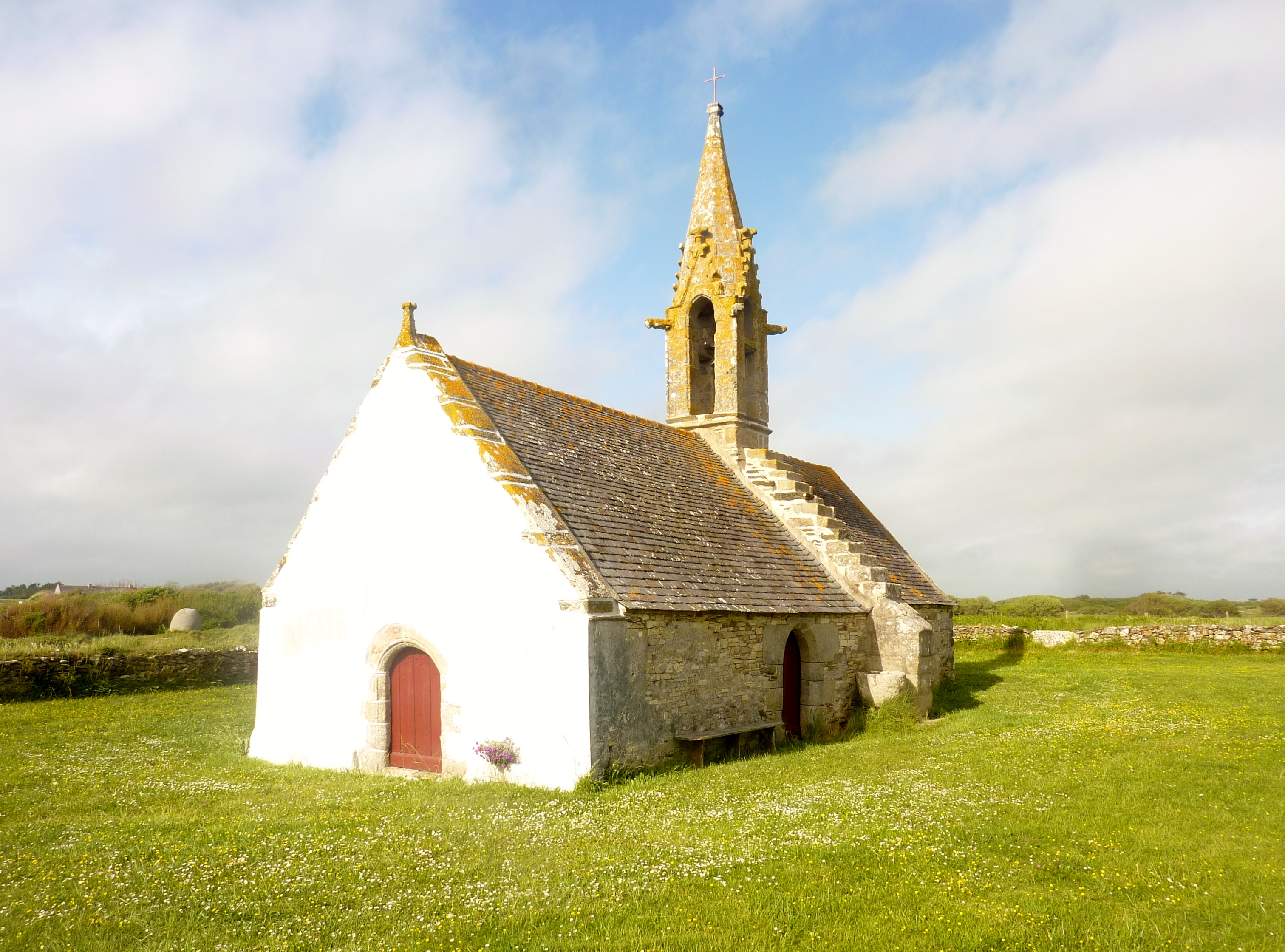
Tréguennec : la chapelle Saint-Vio vue du sud-ouest

- Penmarc'h : église paroissiale Saint-Nonna (sa construction a commencé en 1508)[5].
- Logonna-Quimerch : église paroissiale Saint-Onna.
- Logonna-Daoulas : église et fontaine Saint-Monna.
- Saint-Vougay dont le nom breton est Saint-Nouga ou saint Nonna.
- Tréguennec : chapelle Saint-Vio.